# Волчья стая (тактика)
«Волчья стая» (нем. Rudeltaktik) — тактика преследования и одновременной атаки вражеского морского конвоя группой подводных лодок с целью получения тактического преимущества над силами противолодочного эскорта. Применялась Германией и США во Второй мировой войне.

## Предпосылки создания тактики
Во время Первой мировой войны немецкие подводные лодки успешно действовали на морских коммуникациях Великобритании, останавливая, досматривая и, в соответствующих случаях, уничтожая торговые корабли с британскими грузами. В качестве контрмеры Британское Адмиралтейство предпринимало различные способы сохранения кораблей и уничтожения подлодок. Так, шкиперам торговых судов рекомендовалось таранить всплывшую субмарину, уходить от неё, пользуясь преимуществом в скорости хода, и так далее. Как показала практика, наиболее успешным методом противолодочной борьбы стало введение системы конвоев, когда торговые суда следуют организованной группой и сопровождаются боевыми кораблями. Таким образом, вместо множества разрозненных целей по всему морю, подводная лодка лишь изредка встречала большую группу судов, об остановке и досмотре которых речь идти не могла. Решившаяся выйти в торпедную атаку подлодка в случае успешного торпедного залпа могла потопить одно судно из нескольких десятков, но при этом обнаруживала себя и подвергалась преследованию противолодочных кораблей. Это препятствовало повторным атакам или даже приводило к уничтожению подлодки. Обер-лейтенант Карл Дёниц уже в то время считал целесообразными совместные действия нескольких подводных лодок против конвоя, но ему не удалось опробовать эту тактику на практике: первый согласованный выход двух подводных лодок на совместное патрулирование не удался по техническим причинам. Вскоре Дёниц попал в плен до конца войны, а после возвращения в Германию продолжил разработку тактики противостояния конвойной системе.

## Концепция тактики
Целью применения тактики «волчьей стаи» является одновременная атака конвоя максимально возможным количеством подводных лодок. При этом достигается следующее:
- Противолодочные силы конвоя, вынужденные реагировать сразу на несколько лодок, рассредотачиваются, не угрожая совместно какой-либо одной из них, что позволяет большинству лодок выходить в атаку неоднократно;
- Атаке одновременно подвергается большее количество судов, что многократно повышает эффективность атаки, требует организации большого объёма спасательных работ и отчасти отвлекает корабли эскорта от преследования субмарин;
- Эффективность применения подводных лодок повышается за счёт увеличения числа атак за время нахождения в море. Лодки меньше времени ищут цели и больше времени атакуют суда.

## Условия реализации
Для успешного применения тактики «волчьей стаи» требуется выполнение следующих условий:
- Для обнаружения конвоев необходима развитая разведывательная система. Конвой может быть обнаружен визуально авиацией, или при помощи шумопеленгатора, из расшифрованных данных радиоразведки.
- Наличие развитой системы двусторонней связи подводных лодок с командующим группой для наведения на цель и последующей координации атаки.
- Количество и размещение подводных лодок в море должно обеспечивать возможность сосредоточить большое количество субмарин для атаки в сжатые сроки. Это может достигаться как количественно — увеличением числа подлодок, так и качественно — путём повышения их ходовых характеристик.

## Немецкий вариант «волчьей стаи»
Группа подводных лодок выстраивались в завесу так, чтобы хотя бы одна из них могла обнаружить проходящий конвой противника. Обнаружившая конвой подводная лодка передавала сообщение об этом в штаб подводного флота Кригсмарине и отслеживала движение конвоя, следуя параллельным курсом в надводном положении на значительном удалении (за горизонтом), следя за дымами. Штаб наводил на цель остальные подлодки. Постепенно конвой окружала «волчья стая», которые атаковали его по достижении желаемого сосредоточения сил или в случае, если предполагалось скорое усиление конвоя. Как правило, атаки проводились в ночное время из надводного положения.
Всего с 1940 по 1945 год было организовано 248 «волчьих стай», имевших в составе от 3 до 34 подводных лодок.

## Американский вариант «волчьей стаи»
До сентября 1943 года американские подлодки действовали в одиночку, однако в связи с усилением противолодочной обороны японских конвоев начали применять групповую тактику. Широкое применение её началось весной 1944 года. Всего, до окончания военных действий на театре, было совершено 116 выходов американских подлодок в группах.
Так же как и немецкие подводники, американцы именовали свои группы «волчьими стаями». В состав группы входило от трех до шести подводных лодок. Вначале командовали группами командиры соединений, находящихся на одной из подводных лодок, позже — один из командиров лодок. Лодки группы имели друг с другом связь по радио (с применением высокочастотных радиотелефонов), зрительную и иногда голосовую. Действуя в группе, лодки разворачивались в линию перпендикулярную предполагаемому курсу искомого конвоя с интервалами около 10 миль. Лодка обнаруживающая противника, сообщала о нём другим, после чего лодки сблизившись с противником атаковали его самостоятельно. В итоге имели место совместный поиск и близкие по времени атаки с интервалами до 20 минут.
Для подготовки групп американские лодки во время войны проводили учения, в ходе которых группы по данным авиации выходили в учебные атаки на свои конвои, двигающиеся из Сан-Франциско в Пёрл-Харбор.

## После Второй мировой войны
С окончанием Второй мировой войны применение тактики «волчьих стай» подводными флотами прекратилось.